# Arnolt Bronnen
Arnolt Bronnen, född 19 augusti 1895 i Wien, död 12 oktober 1959 i Östberlin, var en österrikisk författare av judisk börd.
Bronnen utgick från expressionismen efter första världskriget och slog igenom med pjäsen Vatermord 1920. Pjäsen visade starka influenser från Sigmund Freuds psykologi. Bronnen utgav en rad pjäser och romaner med främst erotiska motiv men påverkades under slutet av 1920-talet av nationalistiska ytterlighetssträvanden, bland annat i romanen O. S., vilken dock av nationalsocialisterna ansågs endast vara ett försök att vända kappan efter vinden, och ansågs sakna äkta tyskt "etos".